# Diocesi di Dorostoro
La diocesi di Dorostoro (in latino: Dioecesis Dorostorena) è una sede soppressa e sede titolare della Chiesa cattolica.

## Storia
Dorostoro, corrispondente alla città di Silistra nell'odierna Bulgaria, è un'antica sede vescovile della provincia romana della Mesia Seconda (o Inferiore) nella diocesi civile di Tracia. Faceva parte del patriarcato di Costantinopoli ed era suffraganea dell'arcidiocesi di Marcianopoli.
Il Martirologio Romano, alla data del 20 novembre, ricorda il martire san Dasio: «Dorostori, in Mysia inferiore, sancti Dasii Martyris, qui, cum in festo Saturni nollet impudicitiis ejus consentire, sub Basso Praeside caesus est».
Cinque sono i vescovi noti di questa sede: Aussenzio, vescovo ariano, discepolo di Ulfila; Giacomo, che partecipò al concilio di Efeso del 431 e che fu messo dai padri conciliari fra gli scismatici per essersi opposto ad una frettolosa condanna dei nestoriani; Monofilo, che sottoscrisse la lettera dei vescovi della Mesia Seconda all'imperatore Leone (458) in seguito all'uccisione del patriarca alessandrino Proterio; e Giovanni, che prese parte al concilio di Costantinopoli del 553. Il nome del vescovo Dolcissimo appare in un'iscrizione funebre scoperta a Varna (l'antica Odesso), databile alla fine del VI secolo.
Non si conoscono più vescovi di questa sede fino all'XI secolo, epoca in cui nelle fonti bizantine la sede ha assunto il nome di Drystra o Dystra.
Dal 1933 Dorostoro è annoverata tra le sedi vescovili titolari della Chiesa cattolica; la sede finora non è mai stata assegnata.

## Cronotassi dei vescovi greci
- San Dasio †
  - Aussenzio † (IV secolo) (vescovo ariano)
- Giacomo † (menzionato nel 431)
- Monofilo † (menzionato nel 458)
- Giovanni † (menzionato nel 553)
- Dolcissimo † (fine VI secolo)[5]